# Schwarzhorn
Schwarzhorn – szczyt w Alpach Pennińskich, w masywie Weisshorn. Leży w Szwajcarii w kantonie Valais. Szczyt ten nie powinien być mylony z innym Schwarzhornem w Alpach Pennińskich zwanym inaczej Corno Nero.